# Лебяжье озеро (Казань)
Лебяжье озеро — посёлок (территория) в Кировском районе Казани.

## География
Расположен на берегу Глубокого озера, на территории лесопарка Лебяжье.

## История
Впервые упоминается в 1926 году как дачный посёлок Озеро Голубое Ильинской волости Арского кантона ТАССР. В посёлке находилось 6 крестьянских дворов, в которых проживало 13 человек (1 татарин и 12 русских) из которых 11 были грамотными.
Точная дата включения посёлка в состав Казани неизвестна, но к середине 1930-х годов лесопарк «Лебяжье», в котором расположен посёлок, уже был частью города. После вхождения в состав Казани за посёлком закрепилось название Лебяжье озеро, топоним Глубокое озеро же применялся в отношение железнодорожных казарм у о.п. 787 км.
В середине 1930-х годов городской трест зелёного строительства («Горзеленхоз») возвёл несколько жилых домов. В 1970–1980-е годы были построены ещё несколько многоквартирных домов на 8–12 квартир.
В постсоветское время часть жилых домов посёлка была снесена как аварийное жильё; вместо них были построены три 4-этажных дома.

## Транспорт
Ближайшие к посёлку остановки общественного транспорта — «Лебяжье» на Горьковском шоссе. Также поблизости находится о.п. Лебяжье Казанского отделения ГЖД (до 2023 года — 787 км).

## Объекты
Большая часть домов посёлка имеют адрес «озеро Лебяжье, №хх», однако немногочисленные частные дома и дома более старой постройки имеют (имели) адрес «озеро Глубокое, №хх».
- № 5 — жилой дом треста «Горзеленхоз».[3][8]
- № 5а — жилой дом треста «Горзеленхоз».[3][8]
- № 7а — жилой дом треста «Горзеленхоз».[3][8]
- № 8а — жилой дом треста «Горзеленхоз».[3][8]
- № 9 — жилой дом треста «Горзеленхоз» (снесён).[3]
- № 9а — жилой дом треста «Горзеленхоз» (снесён).[3]
- № оз. Глубокое, 2 — жилой дом треста «Горзеленхоз» (снесён).[3][8]
- № оз. Глубокое, 2а — жилой дом треста «Горзеленхоз» (снесён).[3][8]
- № оз. Глубокое, 3 — жилой дом треста «Горзеленхоз» (снесён).[3][8]
- № оз. Глубокое, 4 — жилой дом треста «Горзеленхоз» (снесён).[3][8]
- № оз. Глубокое, 6 — жилой дом треста «Горзеленхоз».[3][8]
- № оз. Глубокое, 8 — жилой дом треста «Горзеленхоз».[3][8]

По адресу озеро Лебяжье, 12 находилась 19-я начальная школа Кировского района, позже перенумерованная в 87-ю начальную среднюю школу, по состоянию на 1945 год в ней обучалось 57 человек. Школа просуществовала как минимум до конца 1950-х гг.

## Разное
В советское время в районе посёлка находились пионерские лагеря: «Полёт» (вертолётного завода), «Швейник» (ТПШО), «Пламя» (завода «Серп и Молот»), «Огонёк» (завода «Сантехприбор»), «Ровесник» (льнокомбината), «Экран» (ПО «Тасма»), «Советские космонавты» (текстильно-галантерейной фабрики) и другие.